# 金娘
金娘（1747年—1787年），女，大木連社（上淡水社，位於今屏東縣萬丹鄉）出身的馬卡道族人，為部落內的尪姨、但也會使用道術，台灣清領時期民变领袖，在林爽文事件中成為領導者之一，也是在事後被押解上京的二十二名人犯中唯一的女性。

## 生平

### 前半生
金娘生於1747年（乾隆12年），是家中的獨女，父母在她成年的時候為她招贅了漢人洪標為夫，但結婚後不到三年，洪標和她的父母就先後因病去世。

### 拜師與再婚
1779年（乾隆44年），32歲的金娘因為生病求助於部落裡的尪姨賓娜，並且在病好後成為賓娜的徒弟，向她學習祭祀和醫術，成為部落裡的另一位尪姨；而在這段期間內，她也認識了一位會使用道術的漢人林乞（來自鳳山縣，大約在1785年前後去世），從她那裡拿到幾本使用道術來請神治病的書籍，學會如請神、畫符及治病等道術，後來金娘憑藉著幫人治病和祭祀，在屏東平原一帶的漢人和原住民社群中獲得相當的聲望。
1780年（乾隆45年），21歲的福建省仙遊縣人林紅因為父母雙亡，告別妻子陳氏來到台灣尋找出路，並在聽說金娘的名聲後請求她收自己為徒，負責在她作法的時候幫忙擊鼓，兩人於1786年（乾隆51年）結婚。

### 加入抗清陣營
1787年1月16日，林爽文事件爆發，2月（大約是農曆正月期間）的時候，事件領導者之一的莊大田因為兒子莊天畏生病，找上金娘請她前去幫忙作法治病，還醫好了其他同樣在生病的部眾，法術的靈驗讓其他人紛紛尊稱她為「仙姑」，由於當時戰況吃緊、一度佔領的鳳山縣城都被清軍收復，見識到金娘能力的莊大田決定請她加入陣營中擔任「女軍師」，協助作戰。
同年4月21日，莊大田軍開始反攻，並於25日主力部隊抵達後再度進攻鳳山縣城，而金娘在出陣時手持長劍、站在山頭擊鼓唸咒、聲稱可以用符咒招來神鬼保佑，讓眾人不受槍砲傷害，隨著鳳山縣城於當日再度被攻佔，眾人也更加相信金娘的法術，而林爽文有鑑於她的聲望，在不久後封她為「一品柱國夫人」，事實上金娘可能從來沒見過林爽文。

### 被俘與處死
同年5月11日，莊大田軍在跟閩粵總督常青交戰的時候，由於部將莊錫舍倒戈而戰敗，隨同莊大田作戰的金娘也在過程中和助手林紅一起被其擄獲，於九月初被押送到北京，並於14日被斬首。

## 現代研究
有人認為身為女性的金娘能在漢人為主的林爽文勢力中身居高位，是因為林爽文勢力在試圖拉攏當時仍以母系社會為主的平埔族社會。